# Pierszaja liha białoruska w piłce nożnej mężczyzn
Pierszaja liha (błr. Першая ліга) – druga ligowa klasa rozgrywkowa klubów piłki nożnej na Białorusi.
Początek rozgrywek w tej lidze datuje się na rok 1992. Obecnie występuje w niej 18 zespołów. Z końcem sezonu dwie ostatnie w tabeli drużyny zostają relegowane na trzeci poziom ligowy (Другая ліга – Druhaja liha), a dwie najlepsze awansują na najwyższy poziom ligowy – Wyszejszaja liha.

## Pierszaja liha 2020
| Klub                | Siedziba     | Pozycja w 2019       |
| ------------------- | ------------ | -------------------- |
| FK Homel            | Homel        | Wyszejszaja liha, 15 |
| Łakamatyu Homel     | Homel        | 4                    |
| Naftan Nowopołock   | Nowopołock   | 5                    |
| Sputnik Rzeczyca    | Rzeczyca     | 6                    |
| FK Lida             | Lida         | 7                    |
| Krumkaczy Mińsk     | Mińsk        | 8                    |
| Hranit Mikaszewicze | Mikaszewicze | 9                    |
| FK Orsza            | Orsza        | 10                   |
| Chimik Swietłahorsk | Swietłahorsk | 11                   |
| Wolna Pińsk         | Pińsk        | 12                   |
| Słonim-2017         | Słonim       | 13                   |
| FK Smorgonie        | Smorgonie    | 14                   |
| Arsienał Dzierżynsk | Dzierżyńsk   | Druhaja liha, 1      |
| Aszmiany-BDUFK      | Oszmiana     | Druhaja liha, 2      |
| Underdog Czyść      | Czyść        | Druhaja liha, 3      |

## Mistrzowie
| Sezon     | Mistrz                  |
| --------- | ----------------------- |
| 1992      | Dynama-2 Mińsk          |
| 1992/1993 | Szynnik Bobrujsk        |
| 1993/1994 | Abutkowszczyk Lida      |
| 1994/1995 | MPKC Mozyrz             |
| 1995      | Naftan-Dewon Nowopołock |
| 1996      | Transmasz Mohylew       |
| 1997      | FK Homel                |
| 1998      | FK Lida                 |
| 1999      | Kamunalnik Słonim       |
| 2000      | FK Mołodeczno           |
| 2001      | Tarpeda Żodino          |
| 2002      | Daryda Żdanowicze       |
| 2003      | MTZ-RIPA Mińsk          |
| 2004      | Lakamatyu Mińsk         |
| 2005      | Biełszyna Bobrujsk      |
| 2006      | FK Mińsk                |
| 2007      | Sawit Mohylew           |
| 2008      | FK Mińsk                |
| 2009      | Biełszyna Bobrujsk      |
| 2010      | FK Homel                |
| 2011      | Sławija Mozyrz          |
| 2012      | Dniapro Mohylew         |
| 2013      | FK Słuck                |
| 2014      | Hranit Mikaszewicze     |
| 2015      | Isłacz Minski Rajon     |
| 2016      | FK Homel                |
| 2017      | Łucz Mińsk              |
| 2018      | Sławija Mozyrz          |
| 2019      | Biełszyna Bobrujsk      |